# عاصم الحكيم
عاصم بن لقمان الحكيم (ولد في 23 نوفمبر 1962) هو عالم دين سعودي من أصول إندونيسية. يقيم أساسا في مدينة جدة، حيث يقدم برامج تتعلق بالإسلام. يستخدم في الغالب اللغة الإنجليزية ، وقد وصف بأنه إسلامي اصولي.

## النشأة والتعليم
ولد عاصم الحكيم في 23 نوفمبر 1962 في الخبر، السعودية، لعائلة مهاجرة من إندونيسيا. عندما كان في الثانية عشرة من عمره، انتقل هو وعائلته إلى جدة. منذ سن مبكرة، كان مهتمًا بالدراسات الإسلامية. أكمل دراسته الثانوية في عام 1980، وسجل بعد ذلك في جامعة الملك فهد للبترول والمعادن، لكنه انسحب في نهاية المطاف. بعد ذلك، التحق بجامعة الملك عبدالعزيز، حيث درس الأدب الإنجليزي، وتخرج في عام 1987 بدرجة البكالوريوس. ثم تابع دراسة عالية في الدراسات الإسلامية في جامعة أم القرى في عام 1998. كما قضى عدة سنوات في دراسة أعمال العالم الديني السعودي محمد بن العثيمين.

## الحياة المهنية
بدأ مسيرته المهنية كمدرس لغة إنجليزية في مدرسة ثانوية في عام 1988. وقد كان إمامًا في جدة على مدى السنوات العشرين الماضية، حيث يلقي خطب الجمعة أسبوعيًا ويُلقي محاضرات في مختلف العلوم الإسلامية.
يتحدث بشكل رئيسي باللغة الإنجليزية، حيث يقدم برامج إسلامية على قنوات التواصل الاجتماعي، بما في ذلك "أسئلة وأجوبة (ASK HUDA)" و "عمدة الأحكام" و "حديث الشباب" و "رحمة للعالمين". كما يعظ أيضًا على قنوات التلفزيون والراديو، مثل قناة هدى وقناة زاد وقناة السلام وقناة اقرأ الفضائية والقناة الثانية السعودية.

## مشايخه
- عبد العزيز بن باز
- محمد بن صالح العثيمين
- محمد صالح المنجد